# Charles II de Bourbon (archevêque de Rouen)
Pour les articles homonymes, voir Cardinal de Bourbon.
Charles II de Bourbon, né en 1562 et mort en 1594, cardinal de Vendôme puis de Bourbon, était un prince de sang de la maison de Bourbon. À l'avènement de son cousin le roi protestant Henri IV (1589), il suscita l'espoir des catholiques hostiles à la Ligue et se porta candidat à la couronne de France.

## Biographie

### Famille
Né le 19 août 1562 à Gandelus-en-Brie, Charles est le fils de Louis Ier de Bourbon-Condé, prince de Condé et duc d'Enghien, et d'Éléonore de Roye. Il est respectivement le neveu et petit-neveu des cardinaux Charles de Bourbon-Vendôme et Louis de Bourbon-Vendôme,

### Carrière ecclésiastique
Il ne reçoit pas l'ordination. Élu archevêque coadjuteur de Rouen avec droit de succession le 1er août 1582, il ne reçoit pas de consécration épiscopale.
Il est créé cardinal-diacre lors du consistoire du 12 décembre 1583, mais ne reçoit pas le chapeau rouge ni de titre cardinalice. Il est connu sous le nom de cardinal de Vendôme (Vendôme étant le nom de la branche de la famille de Bourbon dont il est issu).
Il est administrateur apostolique de l'évêché de Bayeux de 1586 à 1590. Il est nommé abbé de Saint-Denis en 1589.

### Rôle politique

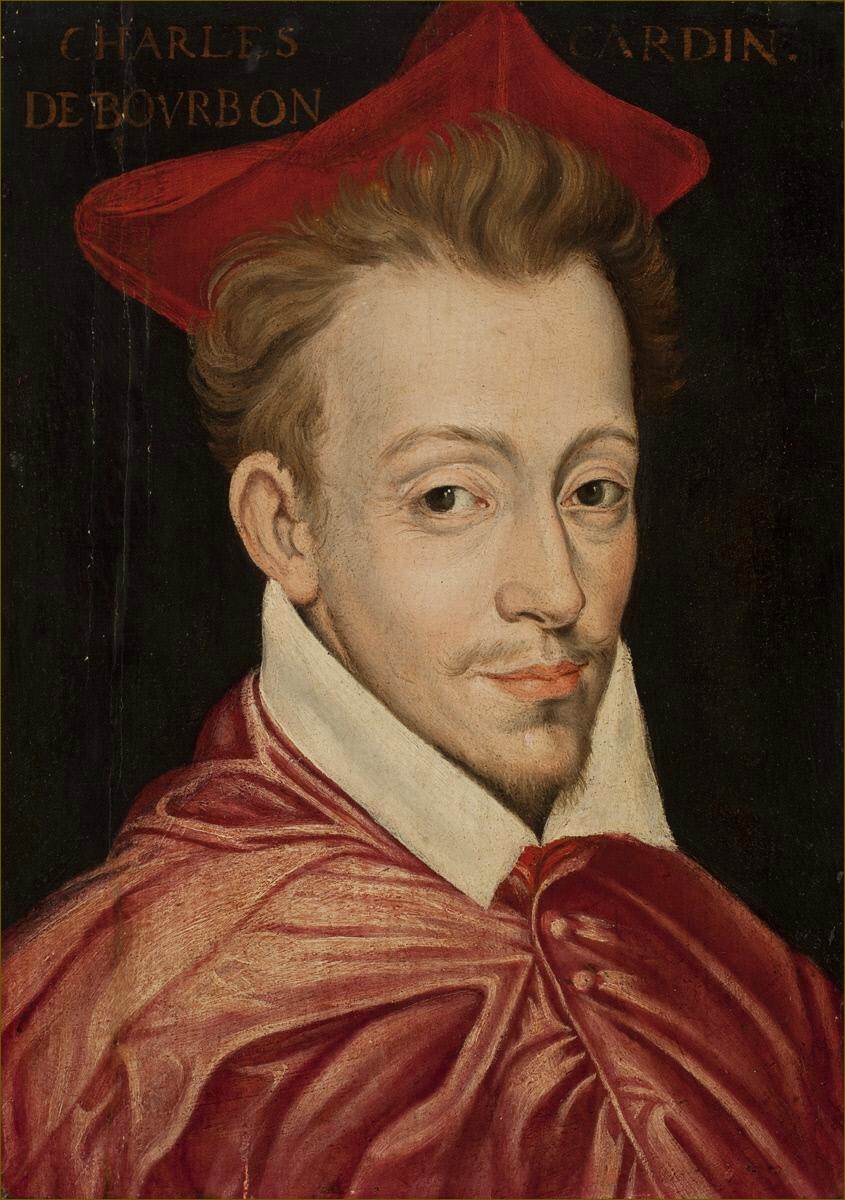
Portrait du cardinal de Bourbon.

Il est conseiller du roi de France Henri III. Il ne participe pas au conclave de 1585 qui élit pape Sixte V.
Durant les événements de la Ligue, il choisit, contrairement à ses frères, de suivre son oncle le cardinal de Bourbon dans son action contre les protestants. Il se montre peu favorable aux Guise et d'après l'historien De Thou aurait été utilisé par Henri III pour briser l'influence que les Lorrains avaient sur le vieux cardinal. En 1588, il participe aux États généraux de Blois.
Il assure la direction du gouvernement qui est resté à Tours pendant la vacance du trône après la mort d'Henri III. Il reconnaît Henri IV comme roi et devient momentanément garde des Sceaux avant que le roi qui craint l'ambition de son jeune cousin ne les lui retire. À la mort de son oncle l'archevêque de Rouen le 9 mai 1590, le chapitre cathédral refuse de le reconnaître. Ce n'est qu'après le siège de la ville par Henri IV qu'il est accepté.
Devenu cardinal de Bourbon à la mort de son oncle, il se proposa comme candidat au trône de France et forma le tiers parti dans lequel se regroupaient les nombreux nobles catholiques mécontents de ne pas voir Henri IV se convertir au catholicisme. Des actes furent expédiés à son nom et, en le présentant comme Roi de France, font de lui Charles XI pour certains partisans de la Ligue. L'intérêt politique porté en la personne du cardinal en 1593 fut un des facteurs qui poussa Henri IV à se convertir.
Succession
Prétendant au trône de France
9 mai 1590 – 30 juillet 1594
(4 ans, 2 mois et 21 jours)
À la mort de son oncle, il obtient la commende des abbayes de Saint-Denis, Saint-Germain-des-Prés, Saint-Ouen de Rouen, Jumièges, Bourgueil, Sainte-Catherine de Rouen et d'Ourscamp.
Il ne participe pas aux conclaves de 1590, qui élisent Urbain VII puis Grégoire XIV, de 1591 qui élit Innocent IX ni à celui de 1592 pour Clément VIII.
Il reçoit la visite du roi Henri IV avant de s'éteindre. Il meurt le 30 juillet 1594 d'hydropisie à l'abbaye de Saint-Germain-des-Prés. Il est inhumé dans l'église de la chartreuse Notre-Dame de Bonne-Espérance, proche de Gaillon.

## Héraldique
Ses armes sont : d'azur, à trois fleurs de lys d'or, au bâton péri en bande de gueules.

### Iconographie
- un portrait peint original conservé au Worcester Art Museum